# Xanthomelanopsis brasiliensis
Xanthomelanopsis brasiliensis är en tvåvingeart som beskrevs av Townsend 1917. Xanthomelanopsis brasiliensis ingår i släktet Xanthomelanopsis och familjen parasitflugor. Inga underarter finns listade i Catalogue of Life.